# Épineuil
Pour l’article homonyme, voir Épineuil-le-Fleuriel.
Épineuil est une commune française située dans le département de l'Yonne en région Bourgogne-Franche-Comté.

## Géographie

### Climat
Pour des articles plus généraux, voir Climat de la Bourgogne-Franche-Comté et Climat de l'Yonne.
En 2010, le climat de la commune est de type climat océanique dégradé des plaines du Centre et du Nord, selon une étude du Centre national de la recherche scientifique s'appuyant sur une série de données couvrant la période 1971-2000. En 2020, Météo-France publie une typologie des climats de la France métropolitaine dans laquelle la commune est exposée à un climat océanique altéré et est dans la région climatique  Lorraine, plateau de Langres, Morvan, caractérisée par un hiver rude (1,5 °C), des vents modérés et des brouillards fréquents en automne et hiver. 
Pour la période 1971-2000, la température annuelle moyenne est de 10,5 °C, avec une amplitude thermique annuelle de 16,2 °C. Le cumul annuel moyen de précipitations est de 785 mm, avec 12,7 jours de précipitations en janvier et 8 jours en juillet. Pour la période 1991-2020, la température moyenne annuelle observée sur la station météorologique de Météo-France la plus proche, « Tonnerre Joudre », sur la commune de Tonnerre à 2 km à vol d'oiseau, est de 11,6 °C et le cumul annuel moyen de précipitations est de 742,9 mm. 
La température maximale relevée sur cette station est de 41,2 °C, atteinte le 25 juillet 2019 ; la température minimale est de −16,6 °C, atteinte le 20 décembre 2009,,. 
Les paramètres climatiques de la commune ont été estimés pour le milieu du siècle (2041-2070) selon différents scénarios d'émission de gaz à effet de serre à partir des nouvelles projections climatiques de référence DRIAS-2020. Ils sont consultables sur un site dédié publié par Météo-France en novembre 2022.

## Urbanisme

### Typologie
Au 1er janvier 2024, Épineuil est catégorisée commune rurale à habitat dispersé, selon la nouvelle grille communale de densité à sept niveaux définie par l'Insee en 2022.
Elle appartient à l'unité urbaine de Tonnerre, une agglomération intra-départementale regroupant deux  communes, dont elle est une commune de la banlieue,,. Par ailleurs la commune fait partie de l'aire d'attraction de Tonnerre, dont elle est une commune de la couronne,. Cette aire, qui regroupe 38 communes, est catégorisée dans les aires de moins de 50 000 habitants,.

### Occupation des sols
L'occupation des sols de la commune, telle qu'elle ressort de la base de données européenne d’occupation biophysique des sols Corine Land Cover (CLC), est marquée par l'importance des territoires agricoles (69,5 % en 2018), une proportion sensiblement équivalente à celle de 1990 (70 %). La répartition détaillée en 2018 est la suivante : 
terres arables (37,6 %), forêts (24,7 %), cultures permanentes (19 %), zones agricoles hétérogènes (12,9 %), zones urbanisées (5,8 %). L'évolution de l’occupation des sols de la commune et de ses infrastructures peut être observée sur les différentes représentations cartographiques du territoire : la carte de Cassini (XVIIIe siècle), la carte d'état-major (1820-1866) et les cartes ou photos aériennes de l'IGN pour la période actuelle (1950 à aujourd'hui).

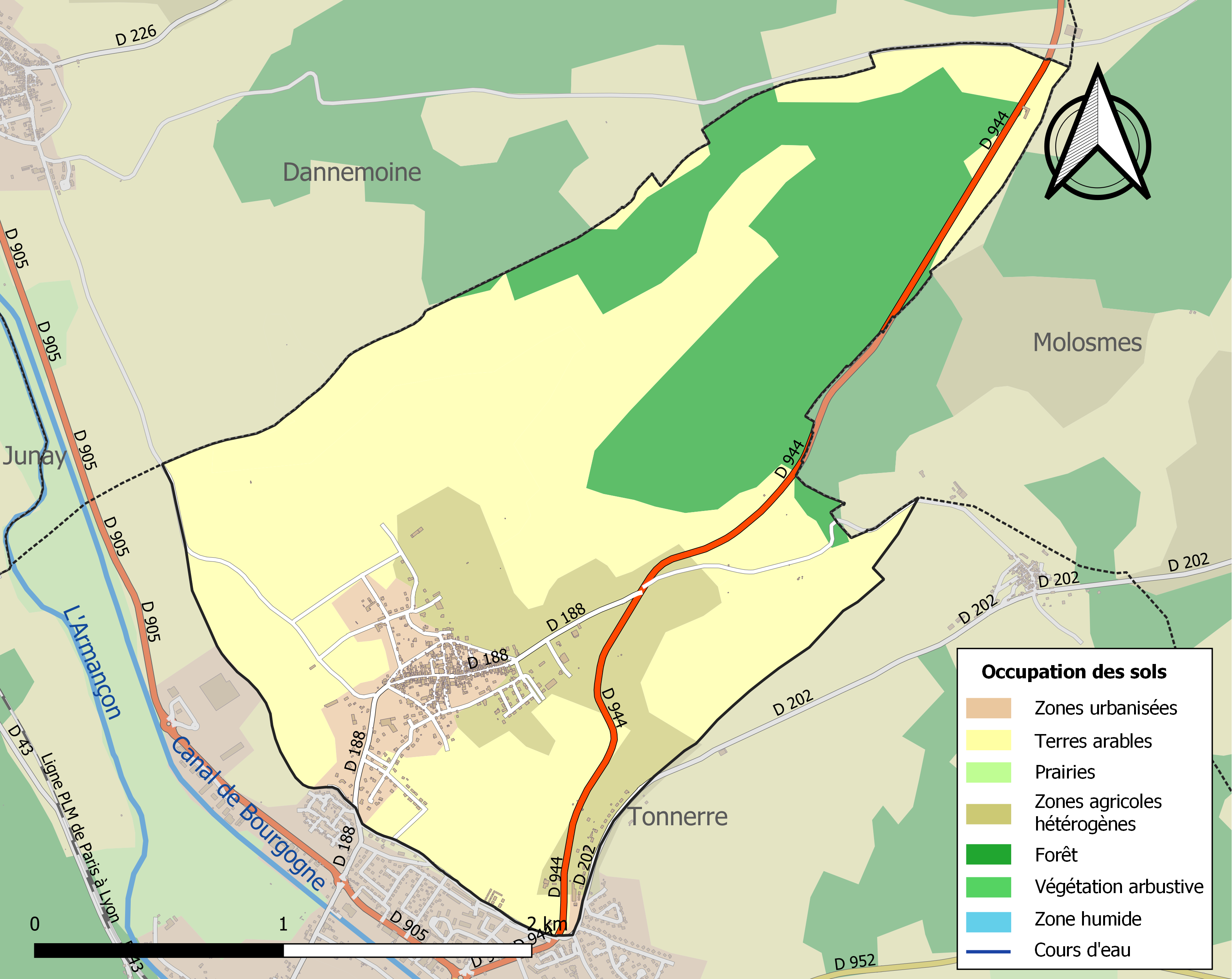
Carte des infrastructures et de l'occupation des sols de la commune en 2018 (CLC).

## Histoire
Dans le Tonnerrois, Épineuil, dont le déclin avait commencé en 1905, fut la commune pionnière de la reconstitution d'un vignoble de qualité. En 1930, un jugement la classa en zone d'appellation Bourgogne. En 1993, l'AOC Bourgogne Épineuil vint récompenser les efforts ayant permis de valoriser ce vignoble.

## Politique et administration

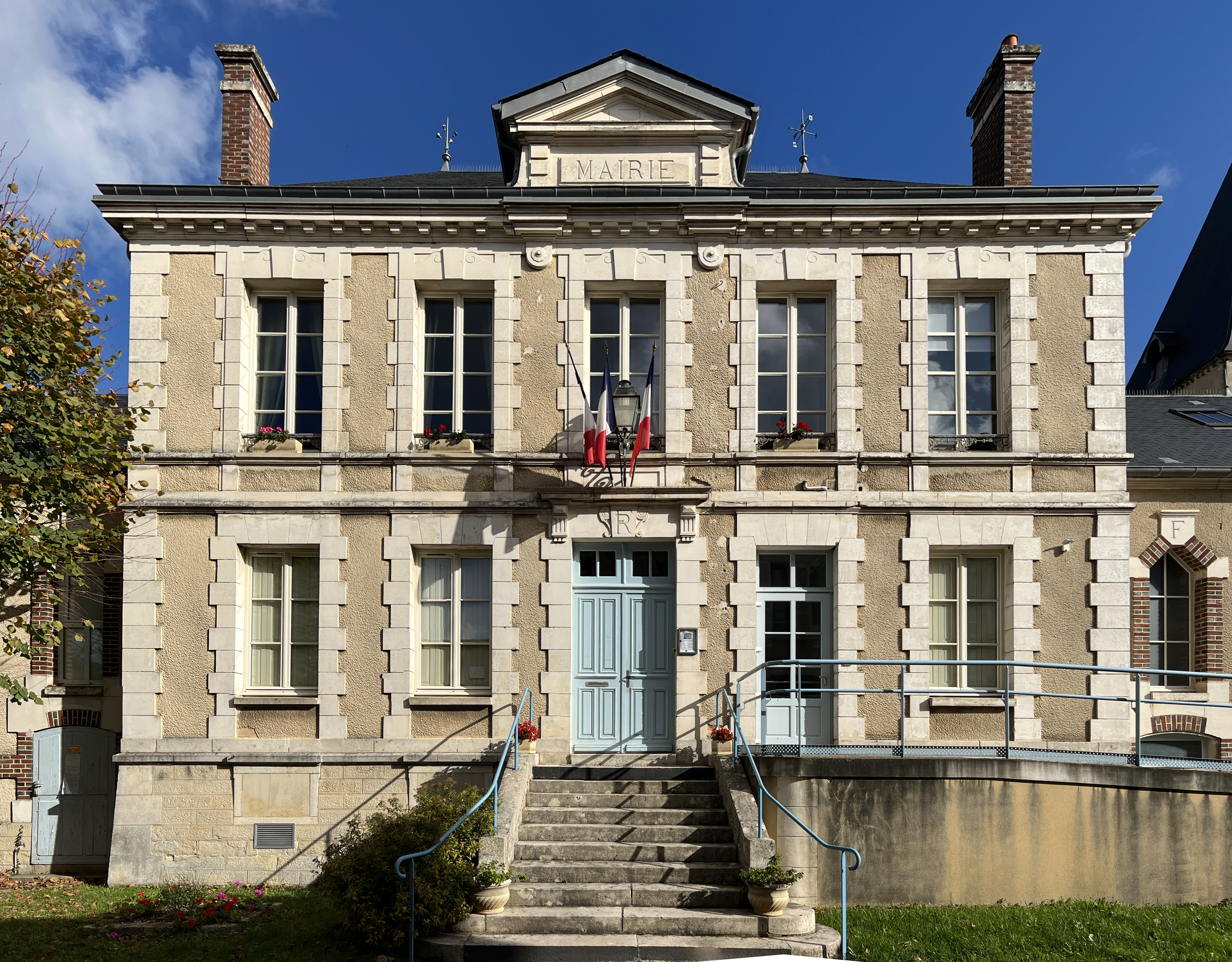
Mairie.

| Période                                  | Période       | Identité                 | Étiquette | Qualité                                                                             |
| ---------------------------------------- | ------------- | ------------------------ | --------- | ----------------------------------------------------------------------------------- |
| mars 1959                                | mars 1983     | André Durand             | PCF       | Instituteur - conseiller général du canton de Tonnerre (1945-1951) puis (1976-1988) |
| mars 1983                                | mars 1989     | Marcel Fevre             | PCF       |                                                                                     |
| mars 1989                                | mars 2001     | Nicole Roussseau         |           |                                                                                     |
| mars 2001                                | novembre 2005 | Bernard Chuchu           |           |                                                                                     |
| novembre 2005                            | mars 2014     | Robert Duverne           |           |                                                                                     |
| 2014                                     | En cours      | Françoise Savie Eustache |           |                                                                                     |
| Les données manquantes sont à compléter. |               |                          |           |                                                                                     |

## Démographie
L'évolution du nombre d'habitants est connue à travers les recensements de la population effectués dans la commune depuis 1793. Pour les communes de moins de 10 000 habitants, une enquête de recensement portant sur toute la population est réalisée tous les cinq ans, les populations de référence des années intermédiaires étant quant à elles estimées par interpolation ou extrapolation. Pour la commune, le premier recensement exhaustif entrant dans le cadre du nouveau dispositif a été réalisé en 2005.

En 2022, la commune comptait 515 habitants, en évolution de −13,88 % par rapport à 2016 (Yonne : −1,95 %, France hors Mayotte : +2,11 %).
| 1793 | 1800 | 1806 | 1821 | 1831 | 1836 | 1841 | 1846 | 1851 |
| ---- | ---- | ---- | ---- | ---- | ---- | ---- | ---- | ---- |
| 747  | 756  | 703  | 658  | 618  | 612  | 591  | 593  | 578  |

| 1856 | 1861 | 1866 | 1872 | 1876 | 1881 | 1886 | 1891 | 1896 |
| ---- | ---- | ---- | ---- | ---- | ---- | ---- | ---- | ---- |
| 585  | 581  | 610  | 586  | 567  | 558  | 562  | 535  | 510  |

| 1901 | 1906 | 1911 | 1921 | 1926 | 1931 | 1936 | 1946 | 1954 |
| ---- | ---- | ---- | ---- | ---- | ---- | ---- | ---- | ---- |
| 492  | 457  | 414  | 369  | 402  | 412  | 352  | 382  | 384  |

| 1962 | 1968 | 1975 | 1982 | 1990 | 1999 | 2005 | 2006 | 2010 |
| ---- | ---- | ---- | ---- | ---- | ---- | ---- | ---- | ---- |
| 339  | 412  | 475  | 526  | 597  | 604  | 616  | 615  | 621  |

| 2015 | 2020 | 2022 | - | - | - | - | - | - |
| ---- | ---- | ---- | - | - | - | - | - | - |
| 601  | 533  | 515  | - | - | - | - | - | - |

## Lieux et monuments
- Église Saint-Étienne d'Épineuil (XIIe), inscrite en 1965[19].

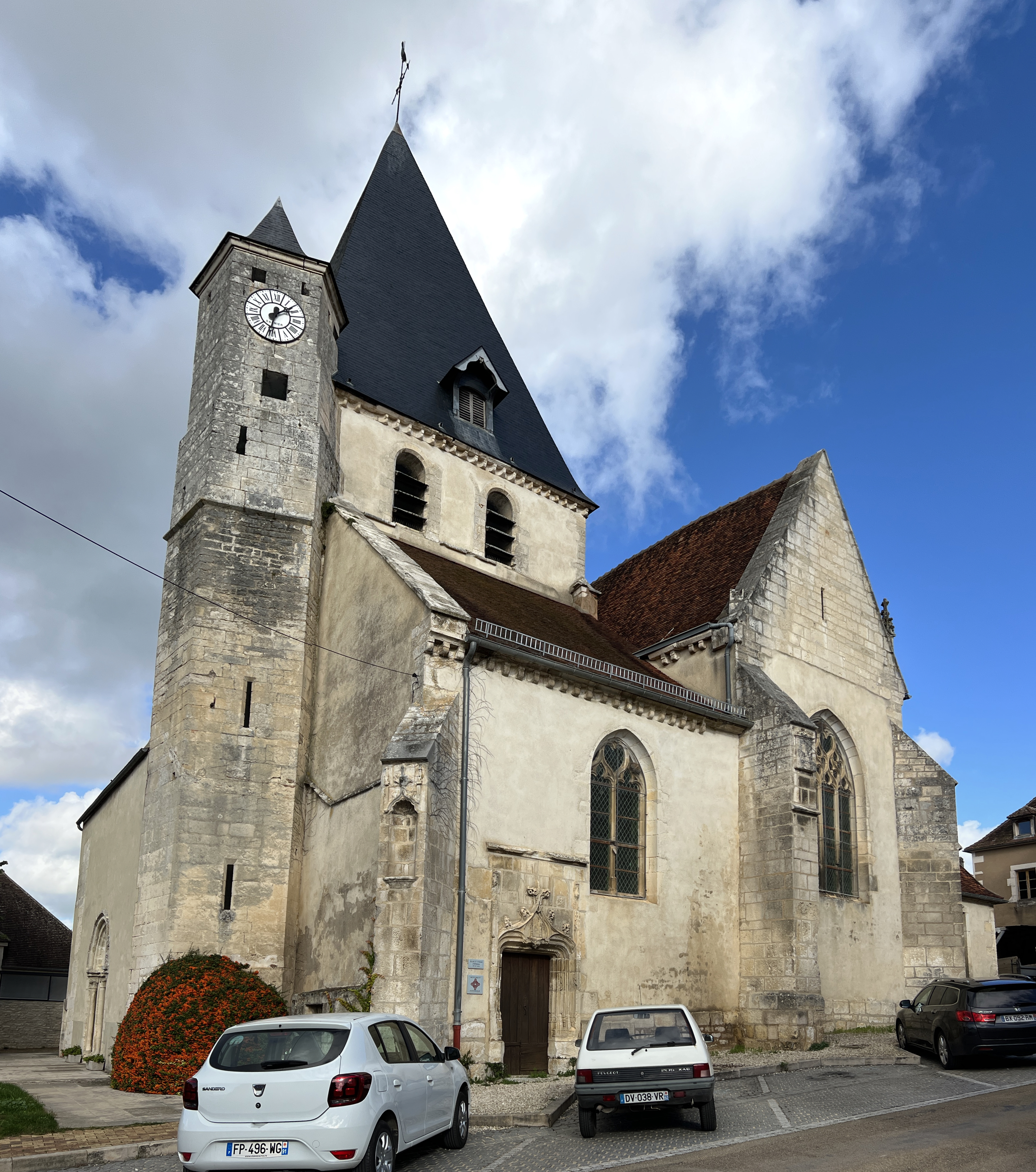
L'église.

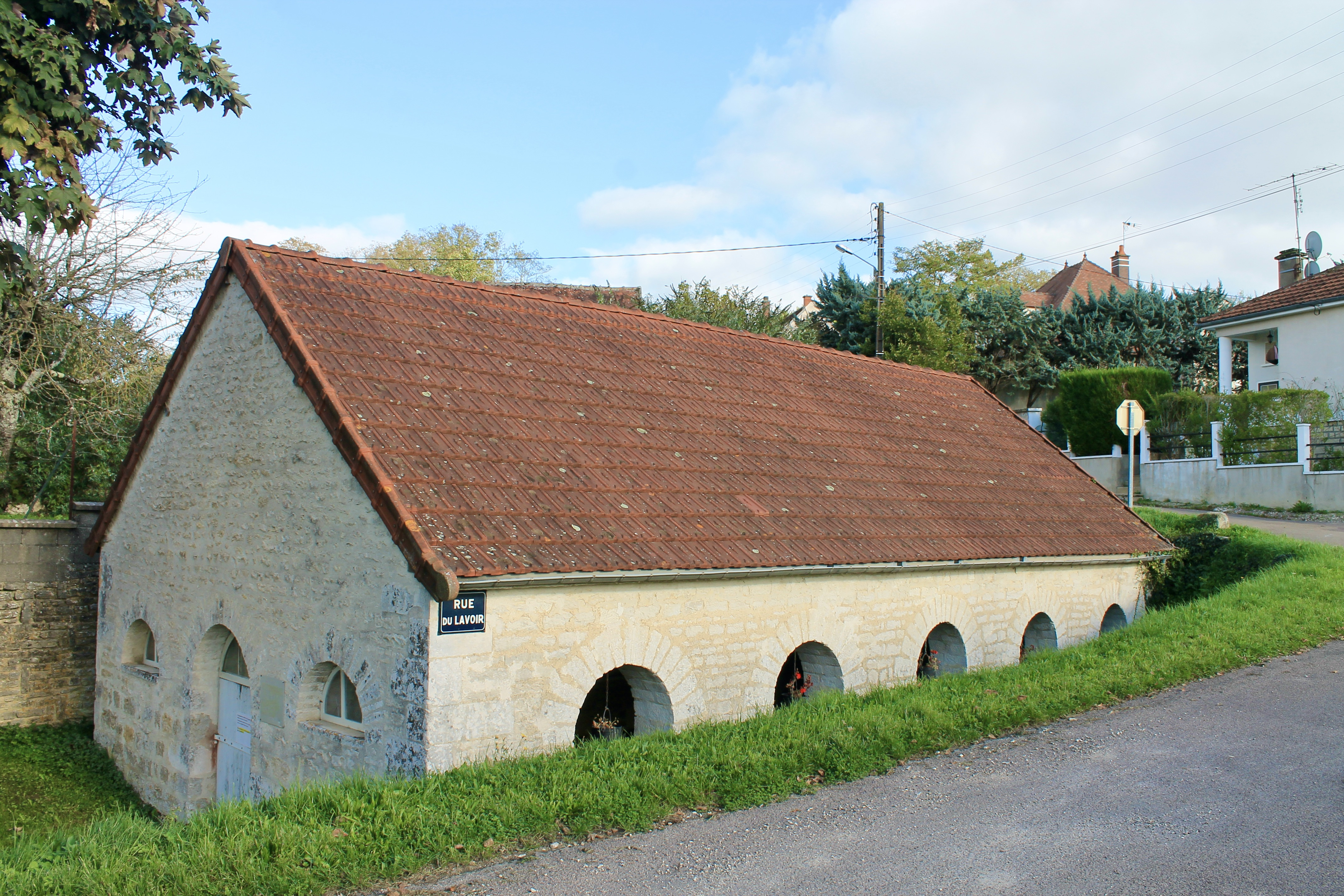
Lavoir.

- Grange du domaine du Petit Quincy.
- Lavoir, entièrement restauré en 1864, réfection de la toiture en 1999[20].

## Personnalités liées à la commune
- Alfred Grévin (1827-1892), né à Épineuil, tour à tour cheminot, dessinateur-caricaturiste, costumier-décorateur-sculpteur et fondateur du célèbre musée de figures de cire à Paris.
- Jules Cavaillès, artiste peintre décédé dans la commune.

## Pour approfondir